# مااتوسا باروس
مااتوسا باروس (و. 1954  م) هي فنانة إسبانية، ولدت في فيغو.

## التعليم
تعلمت في Maestro Mateo  Art and Higher School of Design ‏
.